# Wu Sha
Wu Sha (chinesisch 吴莎, Pinyin Wú Shā; * 21. Oktober 1987) ist eine ehemalige chinesische Leichtathletin, die sich auf den Stabhochsprung spezialisiert hat.

## Sportliche Laufbahn
Erste internationale Erfahrungen sammelte Wu Sha im Jahr 2002, als sie bei den Juniorenasienmeisterschaften in Bangkok mit einer Höhe von 3,90 m die Goldmedaille gewann. Im Jahr darauf siegte sie dann bei den Asienmeisterschaften in Manila mit 4,20 m und 2007 nahm sie an den Hallenasienspielen in Macau teil, brachte dort aber keinen gültigen Versuch zustande. 2009 gewann sie bei den Asienmeisterschaften in Guangzhou mit 4,15 m die Silbermedaille hinter ihrer Landsfrau Li Caixia und 2011 siegte sie dann erneut bei den Asienmeisterschaften in Kōbe mit einer Höhe von 4,35 m und qualifizierte sich auch für die Weltmeisterschaften in Daegu, bei denen sie aber kurzfristig nicht an den Start ging. 2013 bestritt sie in Shenyang ihren letzten Wettkampf und beendete daraufhin ihre Karriere als Leichtathletin im Alter von 24 Jahren.
2007 wurde Wu chinesische Meisterin im Stabhochsprung. Sie ist seit 2016 mit dem ehemaligen Hürdensprinter Liu Xiang verheiratet.

## Persönliche Bestleistungen
- Stabhochsprung: 4,40 m, 24. Oktober 2009 in Jinan
  - Stabhochsprung (Halle): 4,30 m, 19. Februar 2005 in Shanghai